# 前田利友
前田 利友（まえだ としとも）は、越中富山藩の第11代藩主。

## 生涯
天保5年（1834年）2月1日、第10代藩主・前田利保の六男として江戸で生まれる。母は側室の毎木（橋本氏）。弘化3年（1846年）10月20日、父の隠居により家督を継ぐが、若年の上に病弱なため、藩政は父や母、そして家臣によって行なわれた。藩財政再建のため、藩士の知行借上や上米を行ない、嘉永元年（1848年）には金札を発行している。
ところが利友が病弱だったことから、生母の毎木が藩政を次第にほしいままにするようになり、毎木は自分に味方する家臣に対して勝手に加増したりするようになる。これに対して利保が毎木の排除を図ったが失敗し、富山藩の家臣団は利保派（富山派）と毎木派（江戸派）に分裂して抗争するようになる。これは利友の死後、富山藩でお家騒動が起こる一因を成した。
嘉永6年12月20日（1854年1月18日）に死去した。享年20。実子は早世していたため、同母弟の利聲が養子として跡を継いだ。

## 系譜
- 父：前田利保
- 母：毎木（橋本氏）
- 正室：無し
- 側室：雛路（加賀谷氏）
  - 男子：前田健之丞
  - 男子：
- 養子
  - 男子：前田利聲 − 実弟